# ويليام باتلر (سياسي أمريكي)
ويليام باتلر (بالإنجليزية: William Butler)‏ هو سياسي أمريكي، ولد في 1 فبراير 1790 في مقاطعة سالودا في الولايات المتحدة، وتوفي في 25 سبتمبر 1850 في فورت غيبسون في الولايات المتحدة. حزبياً، نشط في حزب اليمين. وقد انتخب عضو مجلس النواب الأمريكي.